# 山口県立水産高等学校
山口県立水産高等学校（やまぐちけんりつ すいさんこうとうがっこう）は、山口県長門市にあった公立の水産高等学校。
2011年（平成23年）の県立高校再編により、山口県立大津高等学校（普通校）・山口県立日置農業高等学校（農業高校）の2校と統合され、山口県立大津緑洋高等学校が新設された。なお校舎は山口県立大津緑洋高等学校 水産校舎として現在でも使用されている。

## 概要
歴史
1939年（昭和14年）創立の「山口県水産養成所」を前身とする。水産学校（実業学校）を経て1948年（昭和23年）の学制改革で「山口県立水産高等学校」となる。創立から72年目の2011年（平成23年）に行われた県立高等学校の再編により、山口県立大津緑洋高等学校水産校舎となった。
設置課程・学科
全日制課程 2学科
- 海洋技術科
- 海洋科学科

専攻科
- 航海科
- 機関科

校訓
「学習、誠実、勤労、健康」
略称
山口県内では単に水産高校と呼ばれていたが、県外では「山口水産」と称されることが多かった。

## 沿革
- 1939年（昭和14年）5月1日 - 「山口県水産養成所」が山口県大津郡仙崎町（現・長門市仙崎）の山口県水産試験場内に設置される。
- 1945年（昭和20年）4月16日 - 「山口県水産学校」（4年課程）に改編される。国民学校初等科修了程度の12歳以上の男子を入学資格としていた。
- 1946年（昭和21年）4月 - 修業年限が5年となる。
- 1947年（昭和22年）4月 - 学制改革により、新制中学校が併設され（以下・併設中学校）、水産学校1・2年修了者を併設中学校2・3年生として収容。
  - 水産学校としての生徒募集を停止。
- 1948年（昭和23年）4月1日 - 学制改革により水産学校が廃止され、「山口県立水産高等学校」が発足。
- 1949年（昭和24年）
  - 3月31日 - 併設中学校を廃止。
  - 8月13日 - 同窓会「水交会」が発足。
- 1963年（昭和38年）
  - 3月1日 - 機関科を1学級増設。
  - 7月1日  - プールが完成。
  - 11月30日 - 慰霊塔「燈心台」除幕式
- 1968年（昭和43年）12月3日 - 寄宿舎「水興寮」が完成。
- 1999年（平成11年）4月1日 - 海洋科・機関科・水産製造科の3学科を海洋技術科と海洋科学科の2学科に再編。
- 2011年（平成23年）4月1日 - 山口県立大津緑洋高等学校への統合に伴い、山口県立水産高等学校としての生徒募集を停止。
  - 山口県立水産高等学校として入学した生徒が卒業するまでの間、山口県立水産高等学校と山口県立大津緑洋高等学校水産校舎が併存。
- 2013年（平成25年）3月1日 - 最後の卒業生が卒業。卒業式の後、大津緑洋高校への継承式を実施して閉校[1]。

## 統合計画
2011年（平成23年）4月、長門市内にある3つの県立高校（水産高校、大津高校、日置農業高校）を統合して、山口県立大津緑洋高等学校を設置し、水産高校は同校の水産校舎となった。
これは生徒数の減少もさることながら、大型実習船「青海丸」等の維持経費をはじめとする高コストの学校運営費が問題視されているためだともいわれている。実習船については、福岡県（福岡県立水産高等学校）と長崎県（長崎県立長崎鶴洋高等学校）の3県合同で建造され、「海友丸」（698トン）が2010年（平成22年）4月より共同運航されている。
なお、本校は、県内の遠隔地および水産科の無い府県からの進学者を対象とした学生寮が設置されていたが、統合後は各校舎の学生が利用可能であるとしている。

## 著名な出身者・関連人物
- 大津あきら - 作詞家
- 佐山聡 - 格闘家（初代タイガーマスク）※中退
- 福永達夫 - 競艇選手
- 太刀光昭洋 - 大相撲力士
- 藤井一男 - お笑いタレント（元ちびっこギャング）、俳優

## 関連事項
- 山口県高等学校一覧
- 日本の水産に関する学科設置高等学校一覧